# Anita Barone
Anita Barone (ur. 25 września 1964 w Saint Louis) – amerykańska aktorka filmowa.
W latach 2005–2007 wcielała się w jedną z głównych postaci w sitcomie stacji FOX Domowy front. Ponadto gościnnie wystąpiła w serialach Przyjaciele i Kroniki Seinfelda. Dostała też rolę drugoplanową matki jednej z głównych bohaterek, czyli Georgii Jones w serialu Taniec rządzi (ang. Shake It Up). Zagrała też Doreen Vance w finale siódmego sezonu „Gotowych na wszystko”.
Jest żoną aktora Matthew Glave'a, z którym ma dwie córki: Madeline i Roxanne.